# Amsterdam Klezmer Band
Pour les articles homonymes, voir AKB.
Le Amsterdam Klezmer Band, souvent abrégé AKB, est un groupe néerlandais de klezmer, originaire d'Amsterdam.

## Histoire
Il brasse, comme son nom l'indique, des mélodies traditionnelles klezmer à des influences jazz, mais emprunte également à la musique tzigane et à d'autres musiques d'Europe de l'Est. Le big band expérimental joue le plus souvent ses propres compositions, même s'il arrive qu'il interprète des classiques de ses répertoires d'influences.
Le groupe est formé en 1996 par le saxophoniste Job Chajes en tant que groupe de buskers jouant de la musique de danse yiddish à Amsterdam. Le groupe se fait connaître en jouant dans les parcs et les pubs à la fin des années 1990. Dans les mêmes années, le groupe publie trois albums, Mesjogge, Leib in de pijp, et De Amsterdam Klezmer Band. Le premier arrangement professionnel du groupe est d'être invité à jouer au Oerol Festival en 1999. Ils se réunissent les années suivantes et jouent également au Noorderslag et au Lowlands en 2001. Le premier album du groupe produit sur un label sort en 2000 avec Mala Loka sur le label de musique folk néerlandais Syncoop Produkties. Au cours de cette période, le groupe effectue également ses premières tournées en Slovénie, en Suisse, en Italie et en Turquie.
Le groupe sort l'album Son (nommé d'après le mot russe pour « rêve ») en 2005, suivi d'une année de tournée dans le monde entier, notamment au Concertgebouw à Amsterdam et dans d'autres salles à New York, Hambourg, Moscou et Paris. Le groupe a collaboré avec de nombreux DJ et musiciens de musique électronique afin de produire leur album Remixed sorti en 2006, comprenant des remixes de morceaux de l'Amsterdam Klezmer Band. Le titre Sadagora Hot Dub par le DJ allemand Shantel finit par être un hit qui est joué en bonne place sur plusieurs stations de radio.
Le 1er août 2023, le groupe annonce le décès de l'accordéoniste Theo van Tol, à l'âge de 66 ans.

## Discographie
- 1996 : Mesjogge (cassette audio)
- 1997 : Leib in de Pijp (cassette audio)
- 1999 : De Amsterdam Klezmer Band (album)
- 2000 : Malaloka (album)
- 2001 : Limonchiki (album) (Knitting Factory, New York)
- 2003 : De Amsterdam Klezmer Band (album) (BV Haast, Amsterdam)
- 2003 : Katakofti (album avec le Galata Gypsy Band)
- 2004 : Man Bites Dog Eats Amsterdam Klezmer Band (avec Man Bites Dog) (EP)
- 2005 : Son, Album-CD (Connecting Cultures)
- 2006 : Amsterdam Klezmer Band Remixed (Essay Recordings)
- 2008 : Zaraza (album) (Essay Recordings)
- 2011 : Katla (album) (Essay Recordings)
- 2012 : Mokum (album) (Essay Recordings) (80e place des charts néerlandais[8])
- 2014 : Blitzmash (Vetnasj Records)
- 2015 : Benja - Gangsters and Entertainers (Vetnasj Records)
- 2016 : Oyoyoy (Vetnasj Records)
- 2018 : Szikra (avec Söndörgő) (Vetnasj Records)
- 2020 : Fortuna (Vetnasj Records)